# Processo spontaneo
In termodinamica un processo spontaneo è un processo che avviene senza che ci sia ingresso di materia o energia nel sistema termodinamico considerato. Un processo spontaneo può essere una reazione chimica in cui il sistema rilascia energia libera (spesso sotto forma di calore) raggiungendo un livello energetico inferiore e più stabile. Le reazioni di questo tipo essendo spontanee avvengono naturalmente con il corso del tempo e in precise condizioni di pressione e temperatura.

## Spontaneità in termochimica

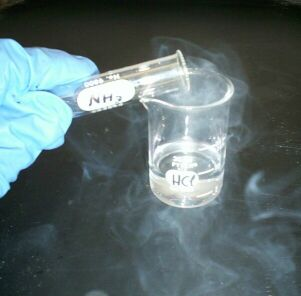
Un esempio di reazione chimica spontanea: dissoluzione di acido cloridrico in ammoniaca.
HCl + NH_{3} → Cl^{-} + NH_{4}^{+}

La formula che, a pressione e temperatura costanti (condizioni standard), fornisce la quantità di energia libera rilasciata o assorbita dal sistema è:
{\displaystyle \operatorname {\Delta } G=\operatorname {\Delta } H-T\operatorname {\Delta } S}
Dove:
- {\displaystyle \Delta G} è la variazione di energia libera di Gibbs, espressa in joule {\displaystyle (\mathrm {J} )};
- {\displaystyle \Delta H} è la variazione di entalpia, espressa in {\displaystyle \mathrm {J} };
- {\displaystyle T} è la temperatura assoluta, espressa in kelvin {\displaystyle (\mathrm {K} )};
- {\displaystyle \Delta S} è la variazione di entropia, espressa in {\displaystyle {\frac {\mathrm {J} }{\mathrm {K} }}};

Il segno risultante dalla variazione di energia libera di Gibbs è dipendente solo dalla variazione di entalpia o entropia, non dalla temperatura, che non può essere che positiva. Affinché la reazione sia spontanea, la variazione di energia libera di Gibbs deve essere negativa, pertanto:
- Se {\displaystyle \Delta S>0} e {\displaystyle \Delta H<0}, il processo è sempre spontaneo e quello opposto mai;
- Se {\displaystyle \Delta S>0} e {\displaystyle \Delta H>0}, il processo è spontaneo solo ad alte temperature (quindi l'esotermicità della reazione ha poca rilevanza);
- Se {\displaystyle \Delta S<0} e {\displaystyle \Delta H<0}, il processo è spontaneo solo a basse temperature (quindi l'esotermicità della reazione è molto importante);
- Se {\displaystyle \Delta S<0} e {\displaystyle \Delta H>0}, il processo non è mai spontaneo e quello opposto sempre;

Il secondo principio della termodinamica, afferma che ogni processo spontaneo comporta un aumento netto dell'entropia dell'universo (sistema più ambiente), per ragioni legate alle dimensioni dell'ambiente rispetto alle dimensioni del sistema, è possibile dedurre l'equazione di cui sopra che contempla solo variabili termodinamiche del sistema. Alcune reazioni chimiche risultano spontanee nonostante la diminuzione di entropia: questo fatto non contraddice il secondo principio, infatti la diminuzione di entropia del sistema può essere superata in valore assoluto da un aumento di quella dell'ambiente e ciò può avvenire solo se si ha un'elevata perdita di entalpia del sistema.
Reazioni non spontanee possono comunque avvenire fintantoché non si sia raggiunta una condizione di equilibrio chimico: la costante di equilibrio è, in questi casi, estremamente piccola (es. la dissociazione di cloruro di sodio, {\displaystyle {\ce {NaCl}}}, negli ioni {\displaystyle {\ce {Na+}}} e {\displaystyle {\ce {Cl-}}} non è spontanea, ma avviene comunque in misura tanto ridotta da considerarsi irrilevante).
Un processo spontaneo non significa necessariamente che sia tanto rapido da poter essere constatato ad occhio nudo: l'ossidazione della carta è sì una reazione spontanea, ma, se non catalizzata, è necessario un tempo molto lungo prima che si possa osservare una patina ingiallita depositarsi sulla superficie della carta. Anche il decadimento del diamante in grafite è un processo spontaneo, ma ha tempi di realizzazione sull'ordine dei milioni di anni.

## Spontaneità in elettrochimica

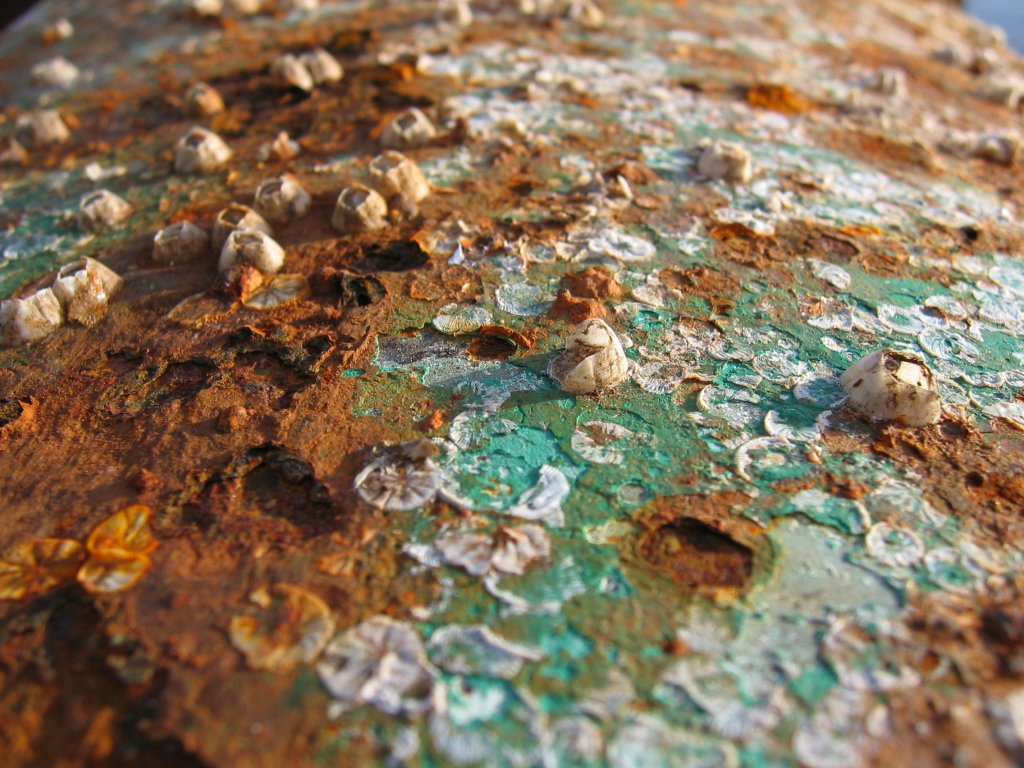
Un esempio di reazione di ossidoriduzione spontanea: corrosione di materiali ferrosi.
4Fe(OH)_{2} + O_{2} → 2(Fe_{2}O_{3}.xH_{2}O) + 2H_{2}O

In condizioni standard, la variazione di energia libera di Gibbs di un processo elettrochimico è data da:
{\displaystyle \operatorname {\Delta } G=-nF\operatorname {\Delta } E^{0}}
dove:
- {\displaystyle \Delta G} è la variazione di energia libera di Gibbs espressa in {\displaystyle \mathrm {J} };
- {\displaystyle n} è il numero di moli di elettroni {\displaystyle (\mathrm {mol} )};
- {\displaystyle F} è la costante di Faraday, pari a {\displaystyle 96,485\;{\frac {\mathrm {C} }{\mathrm {mol} }}}, ove {\displaystyle \mathrm {C} } indica il Coulomb;
- {\displaystyle \Delta E^{0}} è la differenza di potenziale standard di riduzione, espresso in Volt {\displaystyle (\mathrm {V} )}.

In particolare si ha:
- {\displaystyle \Delta G<0} per i processi che avvengono all'interno di una cella galvanica (ad esempio in una pila, una batteria ricaricabile o durante la corrosione), che sono quindi spontanei e avvengono senza che sia impartita energia elettrica dall'esterno (anzi la producono);
- {\displaystyle \Delta G>0} per i processi che avvengono all'interno di una cella elettrolitica (ad esempio l'elettrolisi dell'acqua, l'elettroraffinazione e il processo cloro-soda), i quali infatti per avvenire hanno bisogno dell'apporto di energia elettrica dall'esterno.